# Цзя Чжанке
Цзя Чжанке (кит. спр. 贾樟柯, піньїнь: Jiǎ Zhāngkē, нар. 24 травня 1970) — китайський режисер, сценарист, продюсер, актор і письменник. Його зазвичай вважають провідною фігурою руху «Шосте покоління» китайського кіно, групи, до якої також входять такі режисери, як Ван Сяошуай, Лу Є, Ван Цюаньань і Чжан Юань.